# ديفيد أوليير ويبر
ديفيد أوليير ويبر (بالإنجليزية: David Ollier Weber)‏ (28 فبراير 1938، سينسيناتي في الولايات المتحدة)؛ روائي أمريكي.